# Paroecanthus sporadicos
Paroecanthus sporadicos är en insektsart som beskrevs av Otte, D. och Perez-gelabert 2009. Paroecanthus sporadicos ingår i släktet Paroecanthus och familjen syrsor. Inga underarter finns listade i Catalogue of Life.